# Coppa Bernocchi 2004
La Coppa Bernocchi 2004, ottantaseiesima edizione della corsa, si svolse il 19 agosto 2004 su un percorso di 199,8 km. Era valida come evento del circuito UCI categoria 1.3. La vittoria fu appannaggio dell'italiano Angelo Furlan, che terminò la gara in 5h03'36", alla media di 39,486 km/h, precedendo lo statunitense Fred Rodriguez e l'italiano Giosuè Bonomi. L'arrivo e la partenza della gara furono a Legnano.
Sul traguardo di Legnano 112 ciclisti, su 183 partenti, portarono a termine la manifestazione.

## Ordine d'arrivo (Top 10)
| Pos. | Corridore             | Squadra         | Tempo    |
| ---- | --------------------- | --------------- | -------- |
| 1    | Angelo Furlan         | Alessio         | 5h03'36" |
| 2    | Fred Rodriguez        | Acqua & Sapone  | s.t.     |
| 3    | Giosuè Bonomi         | Saeco           | s.t.     |
| 4    | Matteo Tosatto        | Fassa Bortolo   | s.t.     |
| 5    | Stefano Zanini        | Quick Step      | s.t.     |
| 6    | Wesley Van Der Linden | Vlaanderen      | s.t.     |
| 7    | Massimo Giunti        | Domina Vacanze  | s.t.     |
| 8    | Peter Wrolich         | Gerolsteiner    | s.t.     |
| 9    | Mirco Lorenzetto      | De Nardi        | s.t.     |
| 10   | Volodymyr Bileka      | Landbouwkrediet | s.t.     |